# إم في روسوس
إم في روسوس (بالإنجليزية: MV Rhosus)‏ هي سفينة شحن عامة مملوكة سابقًا لرجل الأعمال الروسي إيغور غريتشوشكين، الذي تخلى عنها في بيروت، لبنان، بعد إعلان أن السفينة غير صالحة للإبحار بسبب مشاكل تقنية، وقد صُودِرَ ما يقرب من 2750 طنًا من نترات الأمونيوم التي كانت تحملها السفينة في وقت لاحق، ونقلت إلى مرفأ بيروت، وساعدت على إحداث انفجار بيروت عام 2020، السفينة صُنعت في اليابان في عام 1986، وحملت عدة تسميات مع مالكين مختلفين حتى استقرت تحت اسم روسوس منذ عام 2008.

## الوصف
روسوس هي سفينة شحن عامة بطول 86.6 متر (284 قدم)، وعرضها 12 متر (39 قدم)، وخط الغاطس 4.9 م (16 قدم). الحمولة الإجمالية للسفينة هي 1900؛ والحمولة الصافية 964؛ ووزن الحمولة 3.226 طن. عادة ما يتم تشغيل السفينة من قبل حوالي تسعة أو عشرة من أفراد الطاقم.

## توقف السفينة

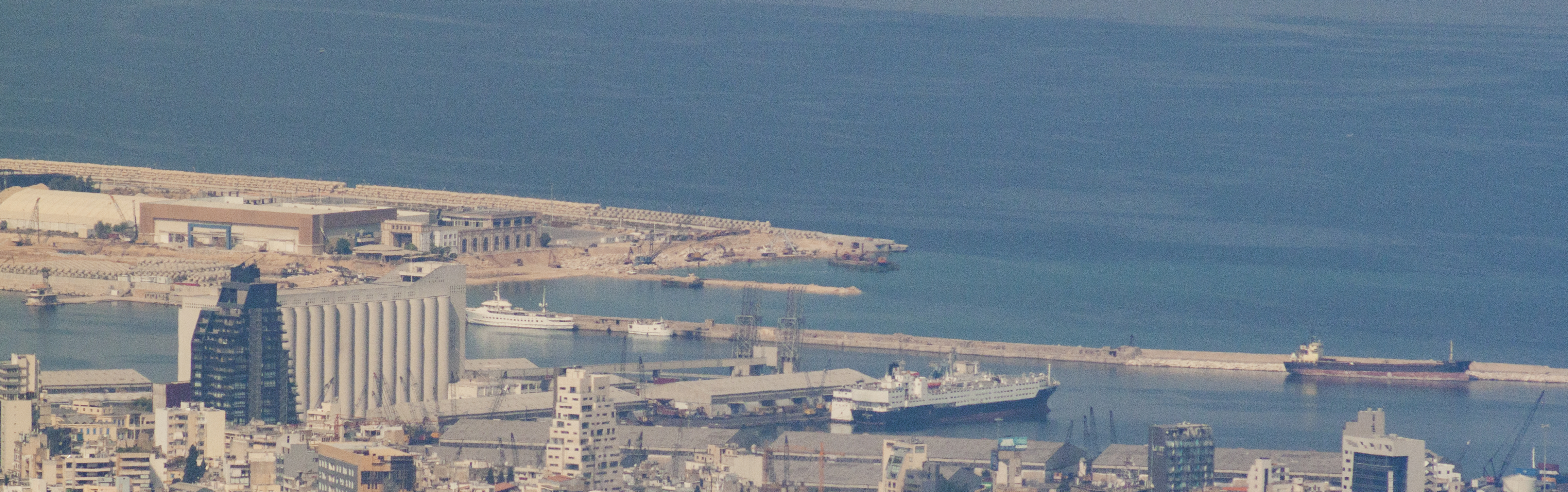
إم في روسوس راسية على المرفأ (يمين الصورة)، 8 أكتوبر 2017

في 23 سبتمبر/أيلول 2013، أبحرت روسوس رافعة العلم المولدوفي من باطوم، جورجيا باتجاه بيرا، موزمبيق، حاملةً 2750 طنًا من نترات الأمونيوم. ولدى وصولها مرفأ إسطنبول، توقفت ليومين، قبل معاودة الإبحار في 3 أكتوبر/تشرين الأول. وبسبب «صعوبات تقنية» لم تستطع إكمال مسارها، وخلال الرحلة وصلت إلى مرفأ بيروت في 21 تشرين الثاني. واضطرت إلى التوقف في ميناء بيروت بسبب مشاكل في المحرك. مُنعت السفينة من الإبحار بعد تفتيشها من قبل سلطات مرفأ بيروت، بسبب ما سمّته نشرة "arrest news"، «مستندات خاطئة» كان على متنها ثمانية أوكرانيين وروسي واحد، وبمساعدة القنصل الأوكراني، أعيد خمسة أوكرانيين إلى بلادهم، تاركين أربعة من أفراد الطاقم للاهتمام بالسفينة.
أفلس مالك روسوس، وتخلى أفراد الطاقم عن السفينة وعن شحنتها، ولم يتابعوها ولم يدفعوا ما تراكم عليهم من أجور للمرفأ، وصادرت سلطات المرفأ بأمر قضائي شحنة السفينة. ولم يتمكن الطاقم من النزول من السفينة بسبب قوانين الهجرة والإقامة في لبنان. حصل الدائنون أيضًا على ثلاثة أوامر اعتقال ضد السفينة. جادل المحامون بإعادة الطاقم إلى بلادهم لأسباب إنسانية، بسبب الخطر الذي تمثله البضائع التي لا تزال على متن السفينة، وسمح لهم قاضي الأمور العاجلة في بيروت بالعودة إلى منازلهم بعد أن ظلوا عالقين على متن السفينة لمدة عام تقريبًا. نُقلت بعد ذلك البضائع الخطرة إلى الميناء في عام 2014 ووضعت في المستودع رقم 12، بموجب أمر من المحكمة.
وقد أرسل العديد من مسؤولي الجمارك رسائل إلى القضاة يطلبون حل مسألة البضائع المصادرة، يقترحون تصدير نترات الأمونيوم، أو إعطاؤها للجيش، أو بيعها لشركة المتفجرات اللبنانية الخاصة. تم إرسال الرسائل في في 27 يونيو، و5 ديسمبر 2014، وفي 6 مايو 2015، وفي 20 مايو و13 أكتوبر 2016، وفي 27 أكتوبر 2017. أشارت إحدى الرسائل المرسلة في عام 2016 إلى أن القضاة لم يردوا على الطلبات السابقة، و«التمسوا» للحصول على قرار بسبب «الخطر البالغ المتمثل في الاحتفاظ بهذه السلع في الميناء في ظروف مناخية غير مناسبة». يمكن تبرير مخاوف المسؤولين في الميناء، لأن شحنة السفينة أحدثت انفجار في مرفأ بيروت في عام 2020، مما أسفر عن مقتل أكثر من 135 شخصًا وإصابة أكثر من 5000.